# Convento de Santa Clara (Burgos)
El convento de Santa Clara es un cenobio de monjas clarisas sito en la ciudad de Burgos (Comunidad de Castilla y León, España), en la confluencia de las calles de Covarrubias, del Progreso y de Santa Clara, que tienen como titular de su iglesia y por patrona a la Virgen del Espino.
Se trata de una construcción gótica levantada mayormente en el siglo XIII, en la época de su fundación, luego mereciendo el apoyo de la familia Salamanca y Polanco, que durante el siglo XIV financió obras de ampliación y mejora. Si se exceptúa el Monasterio de Santa María la Real de Las Huelgas, del Císter, es el más antiguo convento de la capital castellana que mantiene la vida comunitaria.

## Historia
La rama femenina de la Orden Franciscana se estableció en Burgos en la temprana fecha de 1234. Ese año se instaló una comunidad en este convento, creado, al parecer, con bula papal de Gregorio IX por María Sáenz, quien había peregrinado a Italia y tenido la ocasión de entrevistarse con Santa Clara de Asís, de quien recibió varios consejos. En el siglo XV adoptó la comunidad burgalesa la estricta observancia vinculada al Real Monasterio de Santa Clara de Tordesillas. 
En el siglo siguiente fue objeto del apoyo del regidor de la ciudad D. Pedro de Salamanca y Polanco, que entregó importantes dotaciones para la ampliación y mejora del Convento entre 1525 y 1545. Más tarde, en 1585, Dña. Luisa de Salamanca y Polanco, viuda de D. Juan Fernández de Castro, adquirió el patronato de su Capilla Mayor, sus laterales y la sacristía, consignando en su testamento de 1602 una cláusula que favorecía también a las Clarisas.

## Iglesia

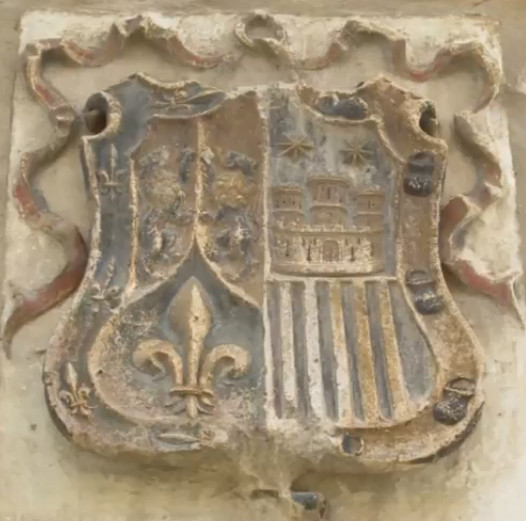
Escudo de la familia Salamanca y Polanco

La iglesia, de planta de cruz latina y adyacente al Bulevar (antiguo tendido férreo a su paso por Burgos), se construyó en un primitivo estilo gótico de la segunda mitad del siglo XIII, bastante puro, con arcos apuntados doblados que apean en pilares formados por haces de columnillas. La cabecera presenta ábside ochavado y un presbiterio a cuyos lados se abren sendas capillas cuadrangulares de menor altura. La nave es cortada por un transepto o nave transversal de igual altura que la Capilla Mayor. En el siglo XVI se añadió una tercera nave a los pies, a modo de prolongación de la nave principal, para alojar el coro de la clausura. Adosado a todo lo largo del lado de la Epístola (sur) de la nave principal se sitúa el claustro de las monjas.
El abovedamiento es de crucería, simple en la nave longitudinal y algo más elaborada en el transepto, que es surcado por nervio espinazo, así como en la prolongación de la primera en la zona del coro, donde la plementería presenta terceletes. En el tramo donde convergen las naves, el crucero, la bóveda es octopartita, mientras que la de la sacristía está ornada con una pintura de la Coronación de la Virgen. Los retablos son barrocos, destacando el que preside la Capilla Mayor, de mediados del siglo XVIII, dorado y de morfología hexástila, con banco, cuerpo de tres calles separadas por columnas emparradas y ático-cascarón, en el cual se entronizan las imágenes de los santos fundadores de la Orden Franciscana. Este rebablo pudo sustituir a otro, al que pudiera corresponder el sagrario conservado dentro del actual; se trata de un sagrario de estilo renacentista romanista, fechable en el último tercio del siglo XVI.
Exteriormente el edificio es poco aparente, debido a la baja altura de las naves y a que el nivel de la calzada está sobreelevada, lo que produce la impresión de una construcción semihundida. También por la gran sobriedad de los paramentos, vanos y portada, amén de la suciedad acumulada en su aparejo, que es de mampostería. La portada principal, abierta en el brazo norte del transepto, es más bien tosca, con triple arco apuntado; en su parte superior, dos ennegrecidos escudos con los blasones de las familias Salamanca y Polanco, y un relieve iconográfico justo encima de la clave. Este es uno de los accesos al templo; el otro es desde el atrio, construcción posterior con arquería de medio punto, que conecta con la capilla lateral sur de la cabecera, junto al ábside pentagonal. Este pórtico distribuye también el acceso a la portería del Convento.

## Galería de imágenes

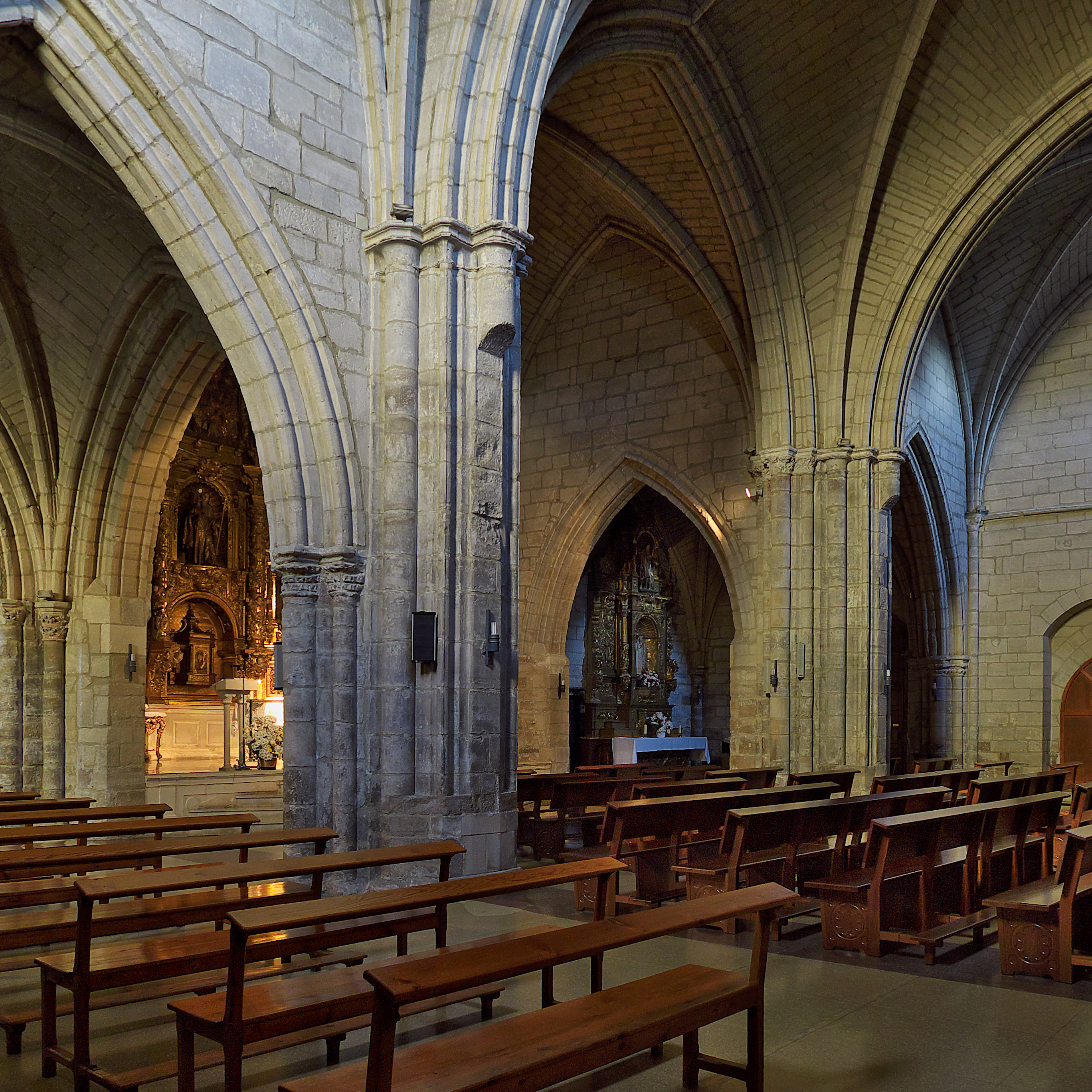
Interior
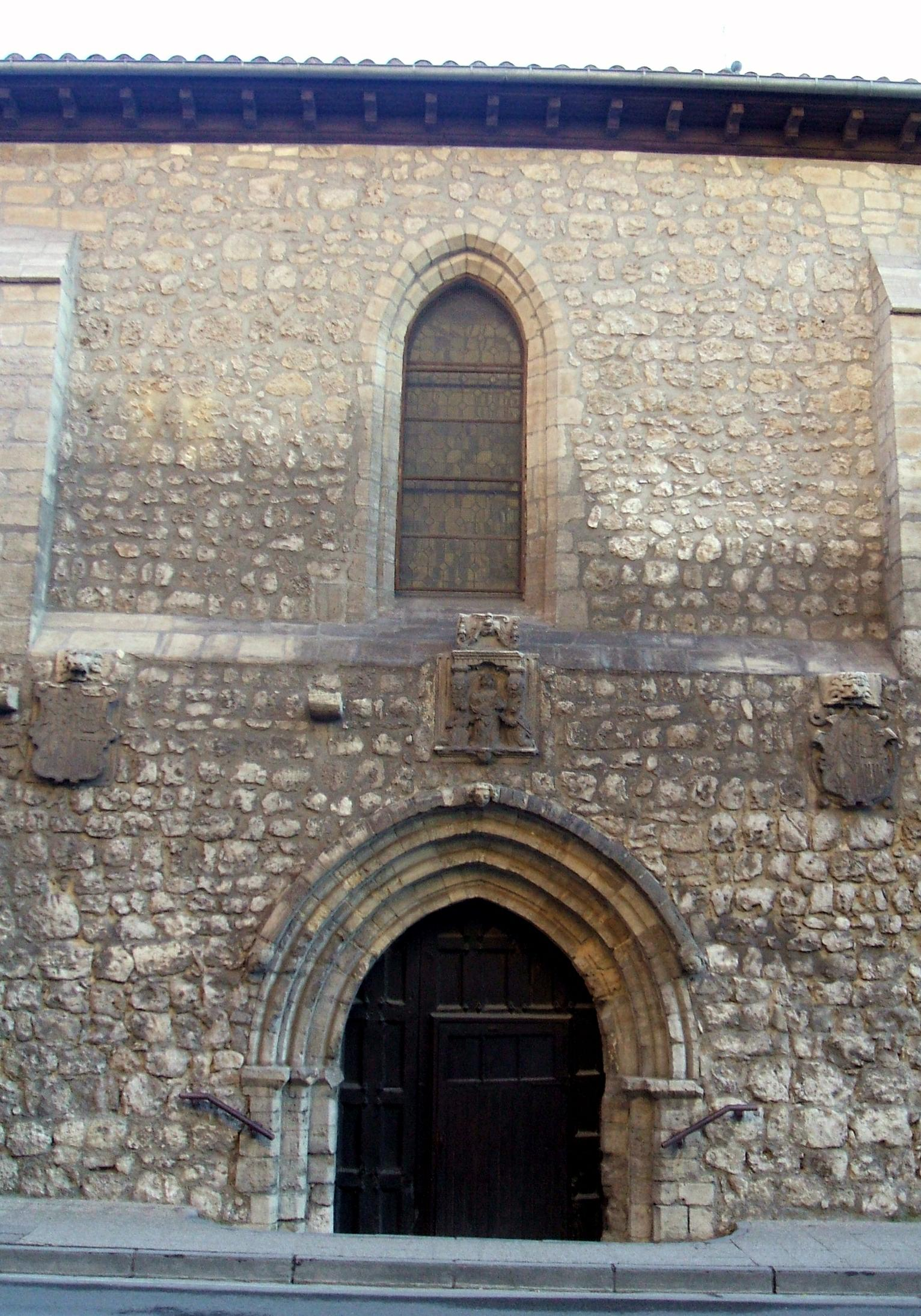
Portada en el brazo norte del transepto
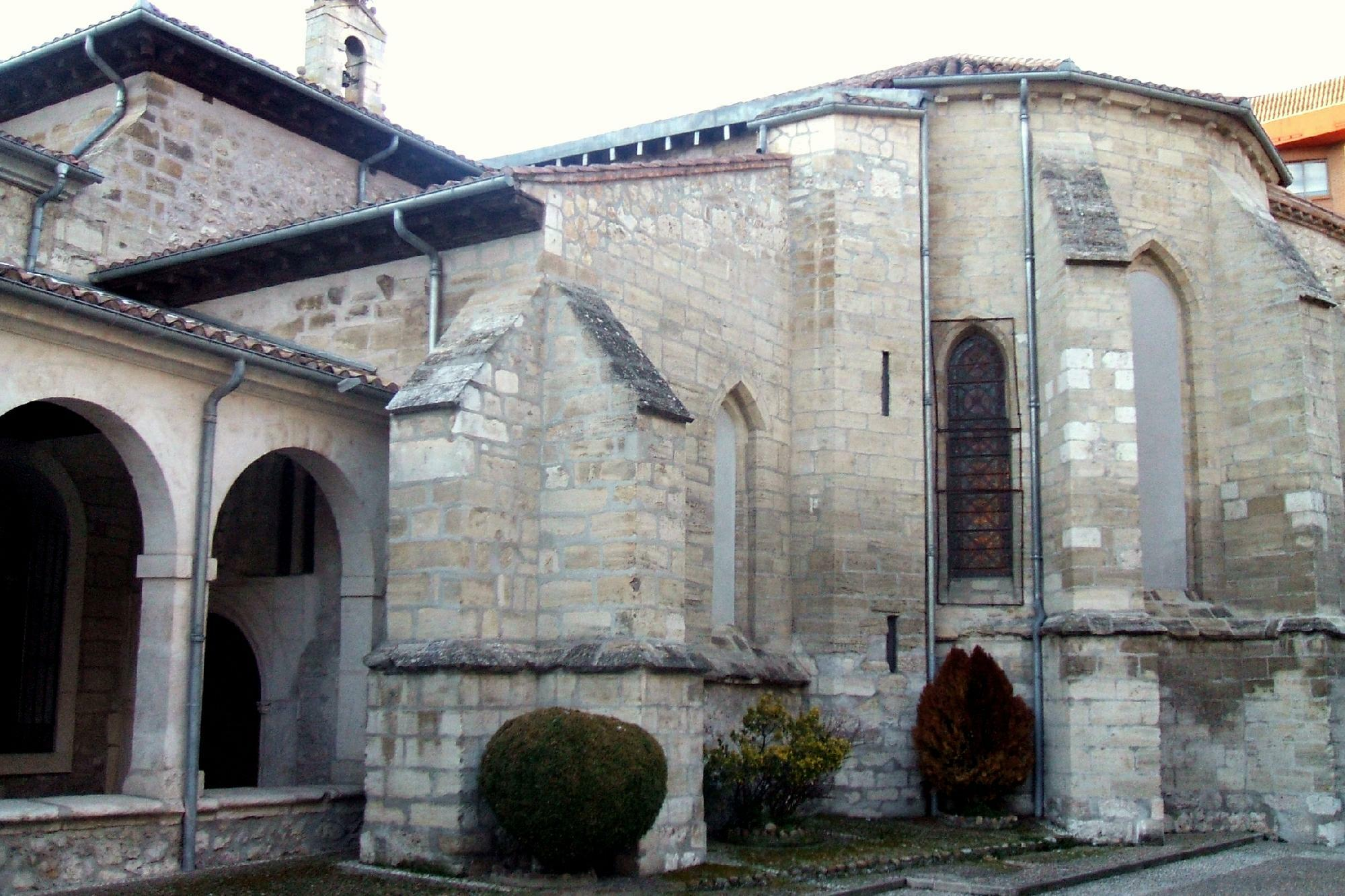
Ábside y atrio, en la parte sur
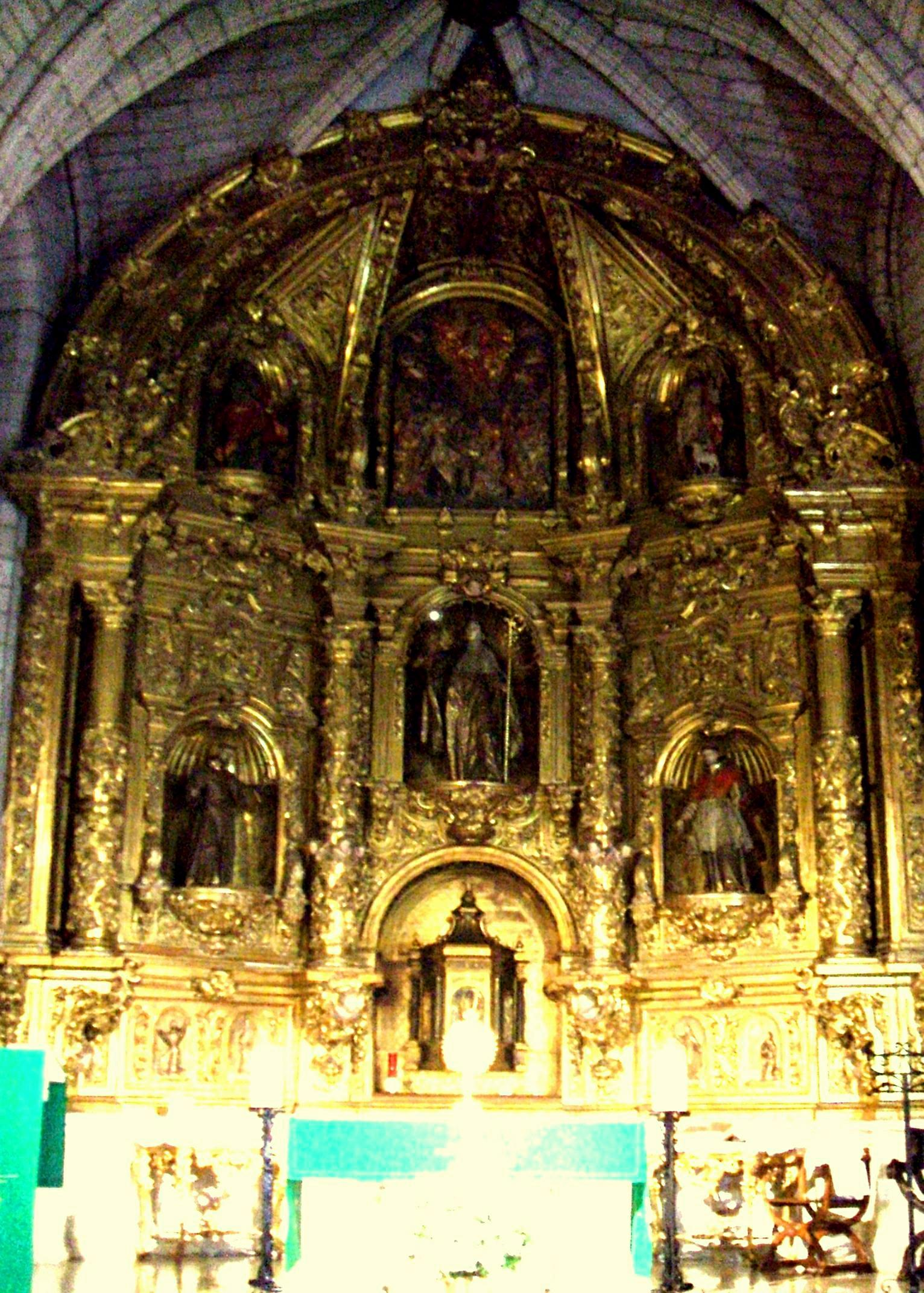
Retablo mayor barroco (s-XVIII)
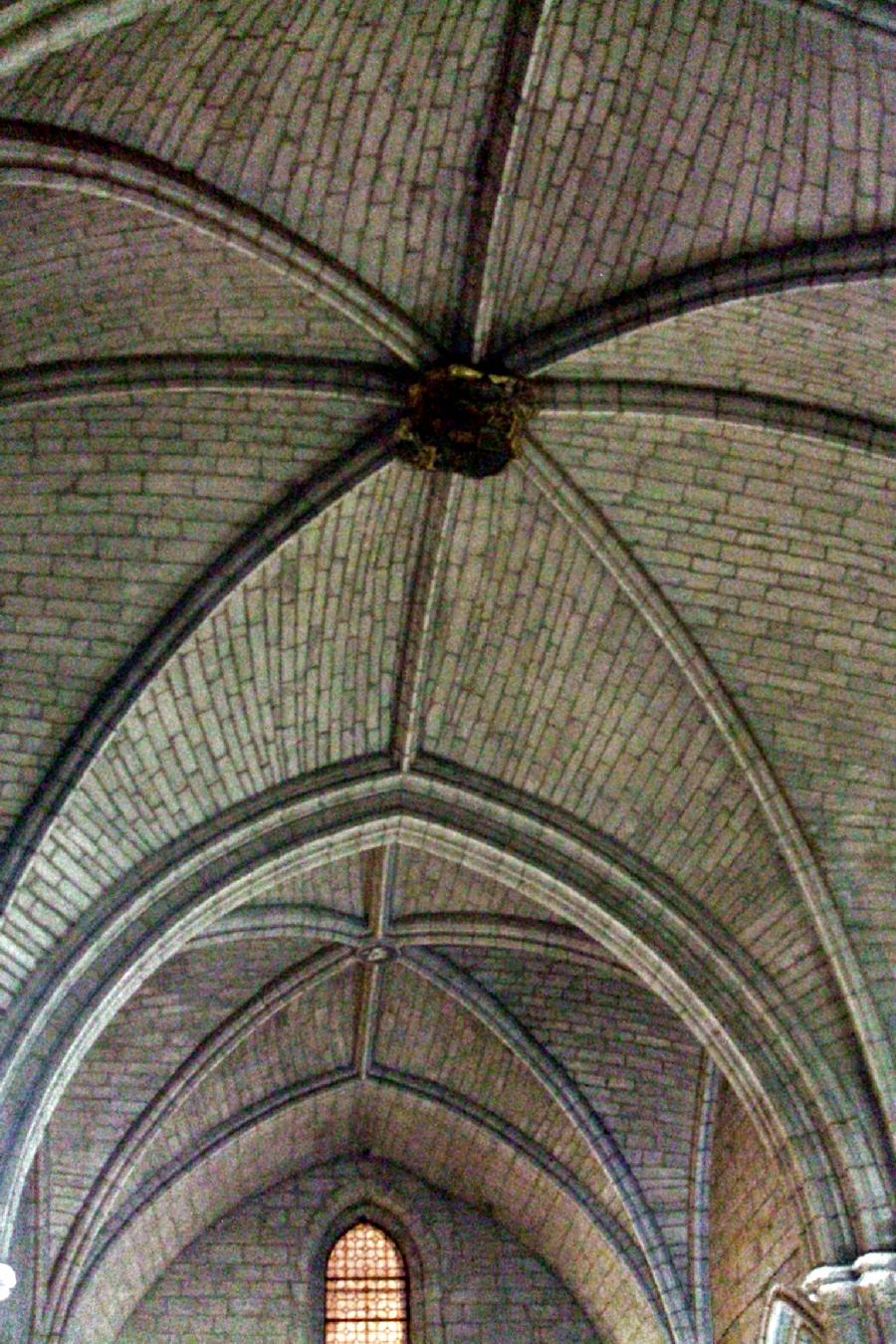
Bóvedas del transepto
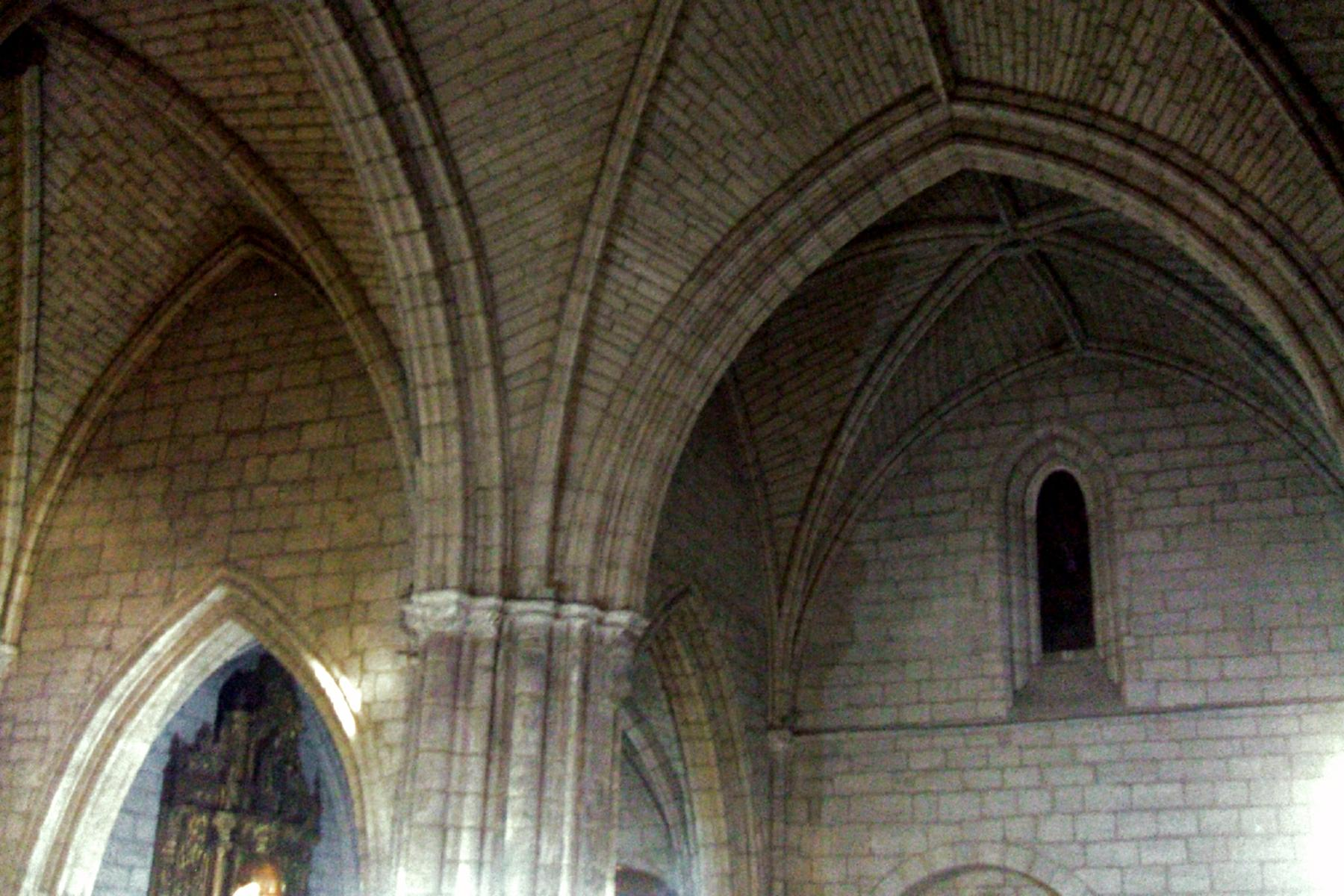
Aspecto de la nave y el transepto

## Horario de ceremonias religiosas
- Laborables: misas a las 8:30 y a las 20:00 horas.
- Festivos: misas a las 9:00, 11:15 y 12:30 horas.